# Saint-Maur - Créteil (métro de Paris)
Pour la gare ferroviaire, voir Gare de Saint-Maur - Créteil.
Saint-Maur - Créteil est une future station de la ligne 15 du métro de Paris, qui fait partie du Grand Paris Express. Elle assurera la correspondance avec le RER A par la gare de Saint-Maur - Créteil. Ce sera la station de métro la plus profonde de France. Elle sera mise en service en 2026.

## Caractéristiques
Enterrée à −52,6 m sous le sol naturel, la station sera la plus profonde du tronçon en raison d'épaisses couches de terres argileuses instables,,. Cette station est prévue dans une situation perpendiculaire à la gare RATP actuelle, avec un accès depuis le parvis de Saint-Maur. La conception de la station est confiée à Cyril Trétout de l'agence d'architectes ANMA de Nicolas Michelin,.
La station se distinguera par un puits de 42 m de profondeur. Il mènera les voyageurs jusqu’aux quais par un système de onze ascenseurs et un escalier monumental « se déroulant comme une peau d’orange » selon Cyril Trétout.
Susanna Fritscher créera une installation artistique dans la station en coordination avec Cyril Trétout. Le puits de lumière de cette station très profonde sera habillé de fins câbles formant un garde-corps translucide. Cette installation monumentale et légère conçue par « la dame blanche » comptera 7 092 câbles de 1,45 m à 44,6 m de long — avec 27 mm d’espacement entre chaque câble — et donc 128 km de câbles au total.
La station comportera également sur ses quais une fresque de Fanny Dreyer.
La Société du Grand Paris a sélectionné l'artiste Fanny Dreyer comme illustratrice pour la future station de métro. L’œuvre s'étalera sur près de 50 m2, répartie en plusieurs modules.
Le report de l'ouverture de la ligne 15 Sud à l'été 2026 permettra l'ouverture de la station en même temps que le reste de la ligne qui devait initialement ouvrir en 2025.

## Correspondances

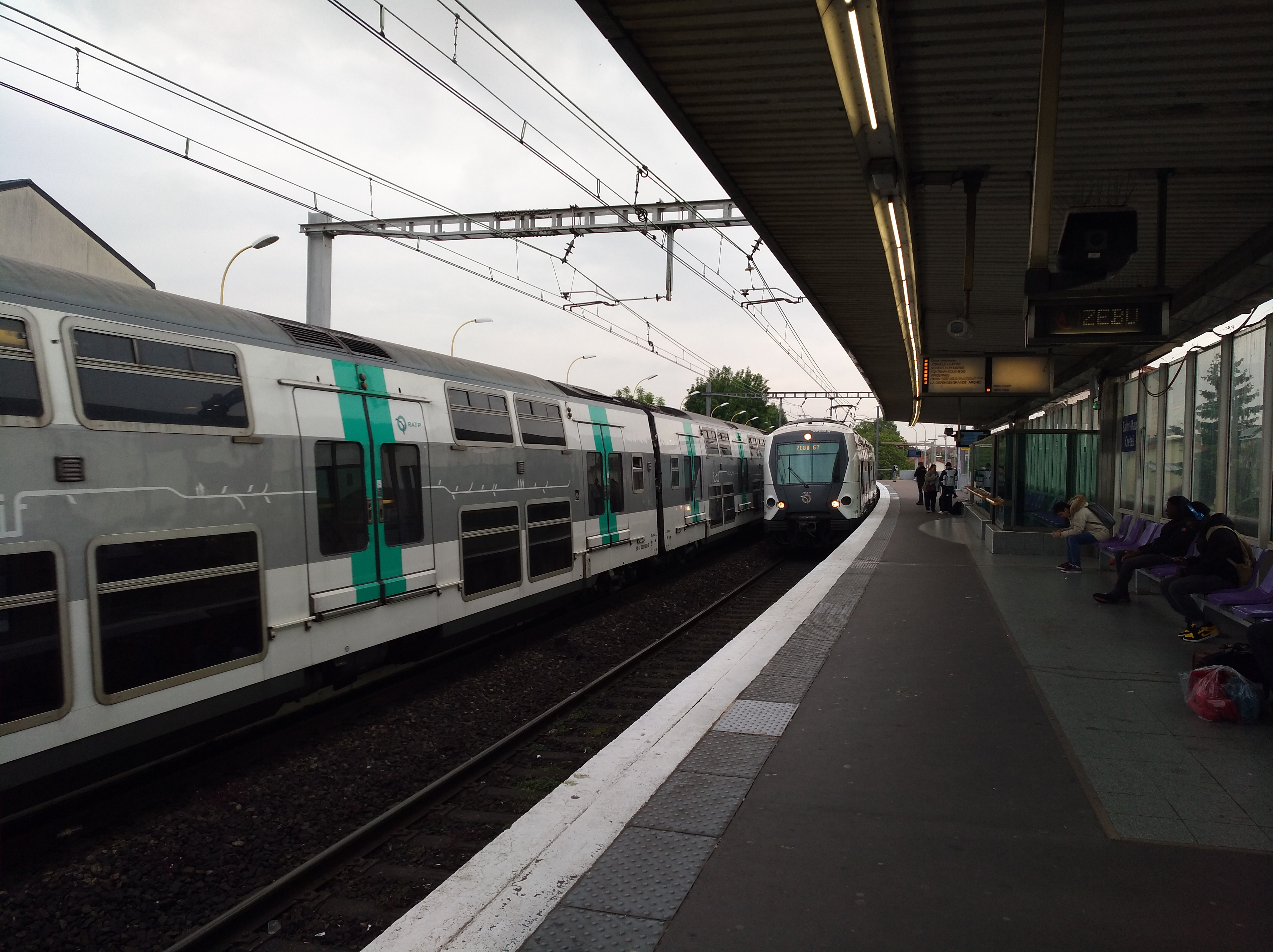
Quais de la gare Saint-Maur du RER A, en correspondance avec la station.

Outre la correspondance avec la ligne A du réseau express régional, la station sera également en correspondance avec la ligne Trans-Val-de-Marne.

## Construction

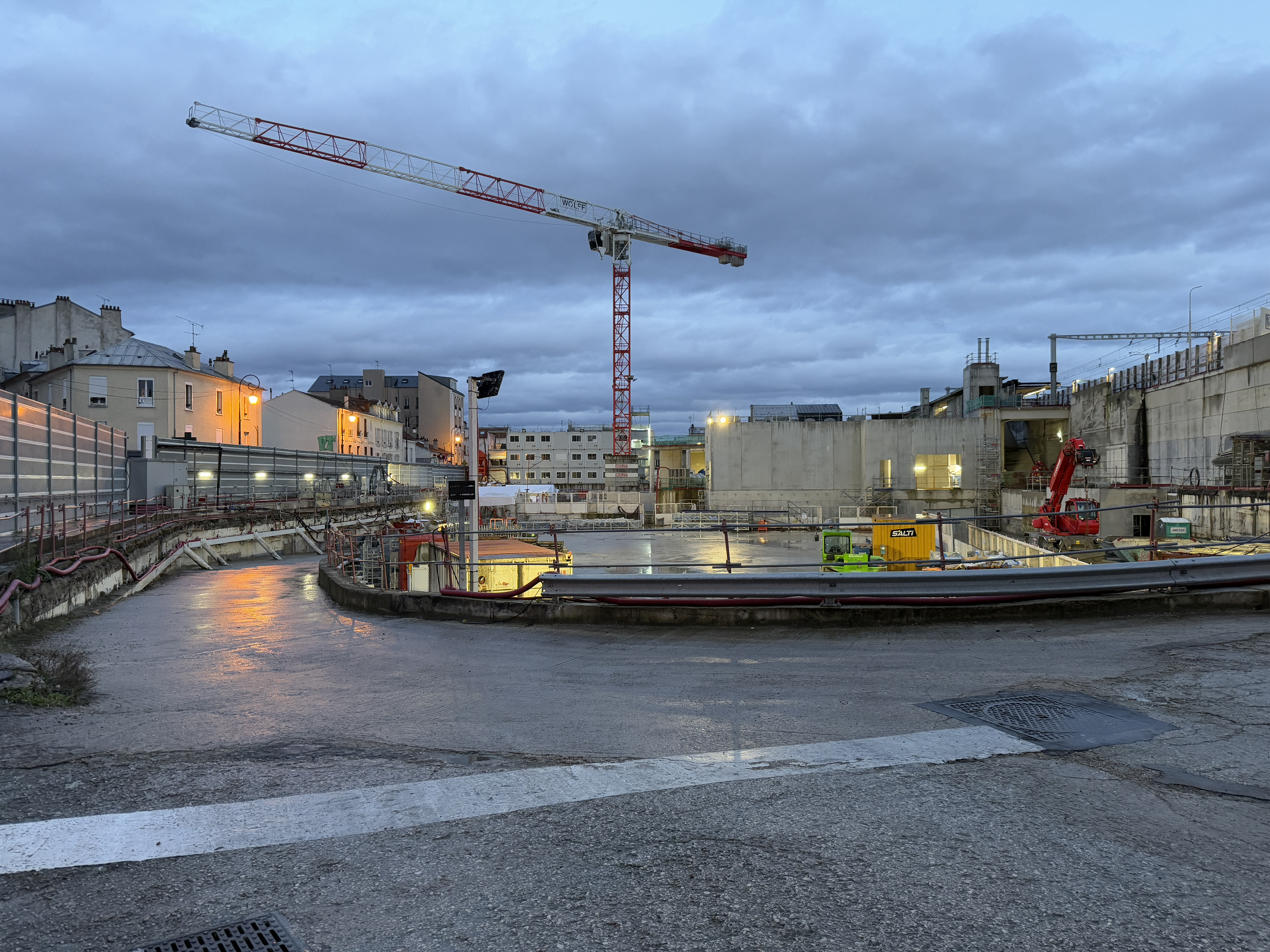
Le chantier en janvier 2025.

Les travaux préparatoires ont commencé en 2016, et seront suivis par le gros œuvre de la station. La construction de la boîte de la station commencera en juillet 2018 et le creusement de son espace intérieur en février 2019. Début 2022, l'émergence de la station sera construite et celle-ci sera livrée en 2025,.
Le génie civil de la station est confié à un groupement d’entreprises constitué d’Eiffage Génie civil SAS, en qualité de mandataire, et de Razel-Bec SAS.
En 2016, les bureaux situés sur le parvis de la gare de Saint-Maur - Créteil sont en cours de déconstruction. Ce projet a commencé en août 2016 et la fin du chantier est prévue en avril 2017. Il doit se dérouler en trois étapes successives.
La construction de la gare a commencé en 2018 par la réalisation de la boîte gare. Pour cela, des parois de 1,8 m d’épaisseur et jusqu’à 70 m de profondeur ont été coulées sur l’ensemble du périmètre de la partie souterraine de l’édifice, ce sont les parois moulées. La boîte ainsi constituée forme dans le sol une enceinte étanche en béton armé.
Pour répondre aux besoins spécifiques du chantier, les étapes de construction ont été adaptées. Les niveaux souterrains ont ainsi été construits à l’avancée du creusement selon la méthode du top & down. Les paliers de 1,2 à 2,5 m d’épaisseur ont été bâtis à intervalle de 6 m les uns les autres.
Le terrassement et les niveaux souterrains terminés, les compagnons se sont attelés à construire le plancher de la gare, aussi appelé radier puis à réaliser le prolongement des quais en dehors du périmètre souterrain de la gare.
Toute cette phase de travaux, appelée génie civil, est terminée depuis le mois de juillet 2024. Le groupement Eiffage Razel-Bec a laissé place à l'entreprise Bouygues Construction qui a débuté les travaux d'aménagement et d'équipement de la gare depuis avril 2023. Les compagnons finalisent aujourd'hui l'aménagement des quais avec l'installation des impostes et des façades de quais. Les 8 escaliers mécaniques sont posés et vont pouvoir laissé place à l'assemblage de l'escalier monumental de 40 mètres de haut. Les travaux dans le puits central de la gare se poursuivent également pour accueillir les futurs ascenseurs.
Le tunnel de la ligne 15 sud est entièrement équipé en voies ferrées, permettant à la gare d’accueillir les essais en automatique du futur métro d’ici fin 2024.